# 서유기: 재세요왕
《서유기: 재세요왕》(중국어: 西遊記之再世妖王)은 2021년 개봉한 중국의 애니메이션 영화이다.

## 성우진

### 한국어
- 최승훈: 손오공
- 윤세웅: 사오정
- 서정익: 삼장법사
- 박주광: 청풍
- 장병관: 원체
- 정성원 : 저팔계
- 박시윤: 열매

### 중국어
- 변강: 손오공
- 장뢰
- 채해정
- 소상경
- 장혁
- 임강